# Gengo Matsui
Gengo Matsui (1920-1996) fue un ingeniero estructural japonés. 

## Biografía
Licenciado en arquitectura por la Universidad de Waseda de Tokio en 1943. Recibe doctorado en ingeniería en 1960. Desde 1961 es profesor en la Universidad de Waseda. Es director de la Japanese Photoelastic Association desde 1979. Es coautor, junto con el carpintero también japonés Torashichi Sumiyoshi, del libro Wood joints in classical japanese architecture (1989).